# ناحیه دکستر، شهرستان موور، مینه سوتا
ناحیه دکستر (به انگلیسی: Dexter Township) یک منطقهٔ مسکونی در ایالات متحده آمریکا است که در شهرستان مور، مینه‌سوتا واقع شده‌است.
 ناحیه دکستر ۸۹٫۹ کیلومتر مربع مساحت و ۲۸۹ نفر جمعیت دارد و ۴۲۲ متر بالاتر از سطح دریا واقع شده‌است.